# Steeler
Steeler — западногерманская хэви-метал-группа, образованная в 1981 году. В музыке Steeler также присутствуют элементы пауэр-метала.

## История
Музыкальный коллектив Steeler был образован в 1981 году гитаристом Акселем Руди Пеллом и басистом Волкером Кравчаком и носил в тот период название Sinner. Немногим позже в группу пришли гитарист Томас Эдер и барабанщик Сигги Виесемоллер. В 1982 году группа меняет название на Steeler и записывает трёхпесенное демо с вокалистом Карлом Холтхаусом из группы NEMO. После записи демо в группе появляется собственный вокалист — Питер Бурц, ранее певший в Fallen Angel. В 1983 году группа подписывает договор с лейблом Earthshaker Records, а также в коллектив вливается новый барабанщик Ян Йилдирал. В 1984 году выходит одноимённый дебютный альбом.
На том же лейбле в 1985 году выходит альбом Rulin' the Earth, после которого группа заключает договор с новым лейблом SPV/Steamhammer. С переходом на новый лейбл из группы увольняется басист Волкер Кравчак, а ему на смену приходит Херве Росси. Однако в техническом мастерстве новый басист весьма отставал в связи с чем партии бас-гитары при записи альбома Strike Back исполнял приглашённый Томми Ньютон (Tommy Newton). После выпуска альбома в группу приходит новый басист — Роланд Хог.
При записи следующего альбома Undercover Animal уходит гитарист Аксель Руди Пелл, мотивируя это действие коммерциализацией музыки.

## Музыка
В период с 1981 по 1986 год группа играла в жёстком ключе хэви-метала, но с переходом на более крупный лейбл SPV/Steamhammer музыка Steeler стала более «мягкой» и коммерческой и, как отмечают некоторые, с уклоном в американский глэм.

## Дальнейшая деятельность участников
После ухода из группы гитариста Акселя Руди Пелла последний основал группу, взяв в качестве названия своё имя — Axel Rudi Pell. Группа достигла большой популярности на ниве хэви-метала. Вокалист Питер Бурц работал в журнале Metal Hammer в качестве редактора, а затем служащим лейбла звукозаписи EMI. Барабанщик Ян Йилдирал впоследствии сотрудничал с некоторыми группами, а затем стал работать в турагентстве. Гитарист Томас Эдер работал на радиостанции и вёл передачу, сообщавшую различные юридические новости.

## Состав

### Последний состав
- Питер Бурц (Peter Burtz) — вокал
- Vito Spacek — гитара
- Томас Эдер (Thomas Eder) — гитара
- Роланд Хаг (Roland Hag) — бас
- Franco G. Zuccaroli — ударные

### Бывшие участники
- Udo Retzlaff — вокал (1981)
- Карл Холтхаус (Karl Holthaus) — вокал (1982)
- Аксель Руди Пелл (Axel Rudi Pell) — гитара (1981—1988)
- Волкер Кравчак (Volker Krawczak) — бас (1981—1986)
- Херве Росси (Hervé Rossi) — бас (1986)
- Gero Drnek — бас (1986)
- Сигги Виесемоллер (Siggi Wiesemoller) — ударные (1981—1983)
- Ян Йилдирал — ударные (1984—1988)

## Дискография
- 1984 — Steeler
- 1985 — Metallic Bunnys[3]
- 1985 — Rulin' the Earth
- 1986 — Night After Night (сингл)
- 1986 — Strike Back
- 1988 — Undercover Animal (сингл)
- 1988 — Undercover Animal